# Кропп, Бен
Бен Кропп (англ. Benjamin Cropp, род. 19 января 1936, Бука, Автономный регион Бугенвиль) — австралийский режиссёр-документалист, защитник природы и бывший шестикратный чемпион Open Australian по подводной охоте. Бывший охотник на акул, Кропп ушёл из этой профессии в 1962 году, чтобы заняться созданием документальных фильмов об океане (снял около 150 документальных фильмов о дикой природе) и усилиях по сохранению природы. Одна из его работ для канала Disney, «Молодые авантюристы», была номинирована на премию «Эмми».

## Личная жизнь
Кропп родился 19 января 1936 года на острове Бука недалеко от острова Бугенвиль. Его отец был методистским миссионером на острове. Он жил в разных местах, таких как Казино, Баллина и Беллинген, поскольку его отец переезжал в разные приходы. Он вырос в Леннокс-Хед в Новом Южном Уэльсе. У Кроппа было очень религиозное воспитание, но когда ему было 18 лет, он «полностью порвал с этим». Его первый брак был с Ван Ламан, он «продлился недолго». Его второй женой была Ева Папп, этот брак продлился восемь лет. Третий брак был с канадкой Линн Паттерсон. Этот брак продлился 18 лет, и у Кроппов было два сына, Дин и Адам, которые оба сделали себе имя как операторы.
По состоянию на 2007 год Кропп проживал в Порт-Дугласе, Квинсленд, где в течение двадцати лет руководил музеем кораблекрушений. С тех пор он проживает на своём судне Freedom 1V, в основном в районе пристани Тринити-Парк, когда не занимается морским дайвингом, катанием на лодках, рыбалкой и поиском неизведанных кораблекрушений. Его «список желаний» включает в себя обнаружение кораблекрушения, которое произошло до прибытия Джеймса Кука в Австралию в 1770 году, поскольку, по его мнению, оно существует.

## Карьера
Кропп был партнёром Рона Тейлора в создании 60-минутного чёрно-белого документального фильма «Охотники на акул», проданного для телевизионных показов в 1961 году.
Он обнаружил своё первое кораблекрушение в 1963 году: «Кэтрин Адамсон». Он был найден недалеко от Сиднея и стал известен в просторечии как «корабль с выпивкой» из-за груза алкогольных напитков. В 1964 году он и двое других нашли корабли Мэтью Флиндерса Caro и Porpoise, потерпевшие крушение в Коралловом море.
Он стал защитником природы после того, как в 1964 году у острова Монтегю он заснял дайвера Джорджа Мейера, едущего на спине китовой акулы.
В 1977 году он обнаружил обломки HMS Pandora почти одновременно с другим кинорежиссёром Джоном Хейером и владельцем лодки Стивом Доммом. В то время Джон Хейер провёл обширные исследования, чтобы установить район, в котором, вероятно, могли быть найдены обломки Пандоры, и начал экспедицию, чтобы найти его с помощью Стива Домма. Бен Кропп также провёл обширное исследование обломков и спланировал свои собственные поиски одновременно со Стивом Доммом из-за заранее назначенной даты, когда самолёт RAAF выполнял магнитометрический поиск для них обоих. Бен Кропп нашёл затонувший корабль «Пандора» на Большом Барьерном рифе незадолго до того, как это сделал Джон Хейер. Кропп также претендует на открытие более 100 других кораблекрушений.
Его методы поиска включают в себя ношение поляризованных очков при осмотре краёв рифа в поисках признаков якорей, цепи, корпусов или брёвен. В XXI веке Кропп стал использовать подводные дроны. В декабре 2019 года Кропп вместе со своим сыном Адамом обнаружил ещё один затонувший корабль у рифа Садбери, недалеко от Кэрнса. В марте 2020 года считалось, что обломки корабля были «Ундиной» или «Русалкой». Кропп заметил, что иногда часть корпуса лесовоза находилась в 50 милях и более от места последнего известного местонахождения судна из-за плавучести и дрейфа.

## Награды
В 1970 году Кропп стал аккредитованным членом ACS Австралийского общества кинематографистов, а в 2014 году получил пожизненное членство. Это было связано с тем, что он получил множество кинопремий, в том числе премию World Underwater Photographer Award в 1964 году, а его фотографии были опубликованы в ведущих журналах по всему миру, включая National Geographic и на обложке Time.
В 1999 году он был назначен членом Ордена Австралии.
В 2000 году он был одним из первых введённых в Международный зал славы подводного плавания.